# مفعولية غير مباشرة
الممنوح أو المنحيّ أو حالة المفعولية غير المباشرة (باللاتينية: Dativus) هي حالة لغوية تدل عادة على الاسم الذي يُعطى لاسم آخر، مثلًا «أعطى خالدُ كوبه لـزيد».
وتوسم بهذه الحالة عادةً المفعول به المباشر لفعل ما، ولكن أحيانا تستعمل هذه الحالة لوسم المفعول به المباشر لفعل الإعطاء. ففي الروسية والألمانية السويسرية مثلا يجب وسم المفعول به المباشر لفعل «الاتصال بالهاتف» بحالة المفعولية غير المباشرة.
فقد يكون الشيء الذي يُعطى ملموسا - من قبيل «كتاب» أو «قلم» أو قد يكون غير ملموس - من قبيل «جواب» أو «مساعدة».
وفي بعض اللغات، تماثل هذه الحالة وظائف حالات منقرضة. ففي اليونانية القديمة (الإغريقية) تماثل المفعولية غير المباشرة وظائف الحالة المكانية وحالة الأداة التي كانتا في الهندية الأوروبية البدائية وذلك إلى جانب وظائف حالة المفعولية غير المباشرة الأصلية.
أحيانا ينسب لهذه الحالة وظائف لا تتعلق بفعل الإعطاء. ففي غالية اسكتلندا وغالية أيرلندا يستعمل هذا المصطلح في الكتب القديمة للإشارة إلى حالة الجر [الإنجليزية] أي ما تبع حرف جر في تلك اللغات، ما قد يثير شيء من الخلط لدى القارئ. وفي الجورجية يشير هذا المصطلح إلى مبتدأ الجملة لأفعال معينة في صيغات زمنية معينة. ويسمى أيضا بتركيب المفعولية غير المباشرة [الإنجليزية].
انتشر استخدام هذه الحالة في اللغات الهندية الأوروبية القديمة، وقد بقيت حتى اليوم الحالي في فرعين: اللغات البلطيقية السلافية واللغات الجرمانية، إضافة إلى لغات أخرى. كما تتواجد في هيئات شبيهة بهيئتها الأصلية في أسر لغوية أخرى، منها الأورالية والألطية واليابانية.
وأحيانا يستعمل هذا المصطلح بشكل خاطئ في مواضع يصح فيها استخدام مصطلح حالة مكانية [الإنجليزية]